# Epiphragma (Epiphragma) subvicinum
Epiphragma (Epiphragma) subvicinum is een tweevleugelige uit de familie steltmuggen (Limoniidae). De soort komt voor in het Oriëntaals gebied.